# تشارلي كيرك
تشارلي كيرك (بالإنجليزية: Charlie Kirk) (24 ديسمبر 1997 في المملكة المتحدة - ) هو لاعب كرة قدم بريطاني في مركز الهجوم. لعب مع نادي كرو ألكساندرا.

## وصلات خارجية
- تشارلي كيرك على موقع قاعدة بيانات كرة القدم.إي يو (الإنجليزية)
- تشارلي كيرك على موقع Soccerbase.com (لاعب) (الإنجليزية)
- تشارلي كيرك على موقع Soccerway.com (الإنجليزية)